# Xanthogaleruca luteola
Espèce
Xanthogaleruca luteola, communément appelée la Galéruque de l'orme, est une espèce de coléoptères de la famille des chrysomélidés phyllophages de la sous-famille des Galerucinae (Galéruques), de la tribu des Galerucini, et du genre Xanthogaleruca.

## Description
L'imago mesure 5,5 à 7 mm de long.
Il est de couleur verdâtre à gris olive avec une bande noire à la base des élytres et une large bande noire humérale. Une tache sombre est visible à la base et entre les antennes, et trois autres sur le pronotum.
Espèces voisines :
- la Galéruque de l'aulne ou chrysomèle de l'aulne (Agelastica alni)
- Pyrrhalta viburni - la chrysomèle de la viorne

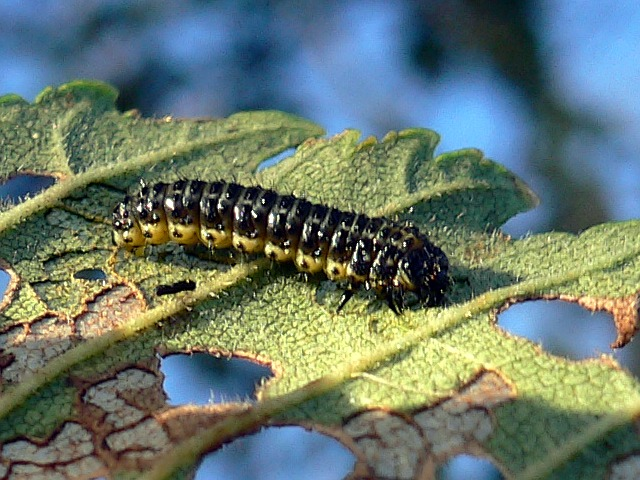
Larve
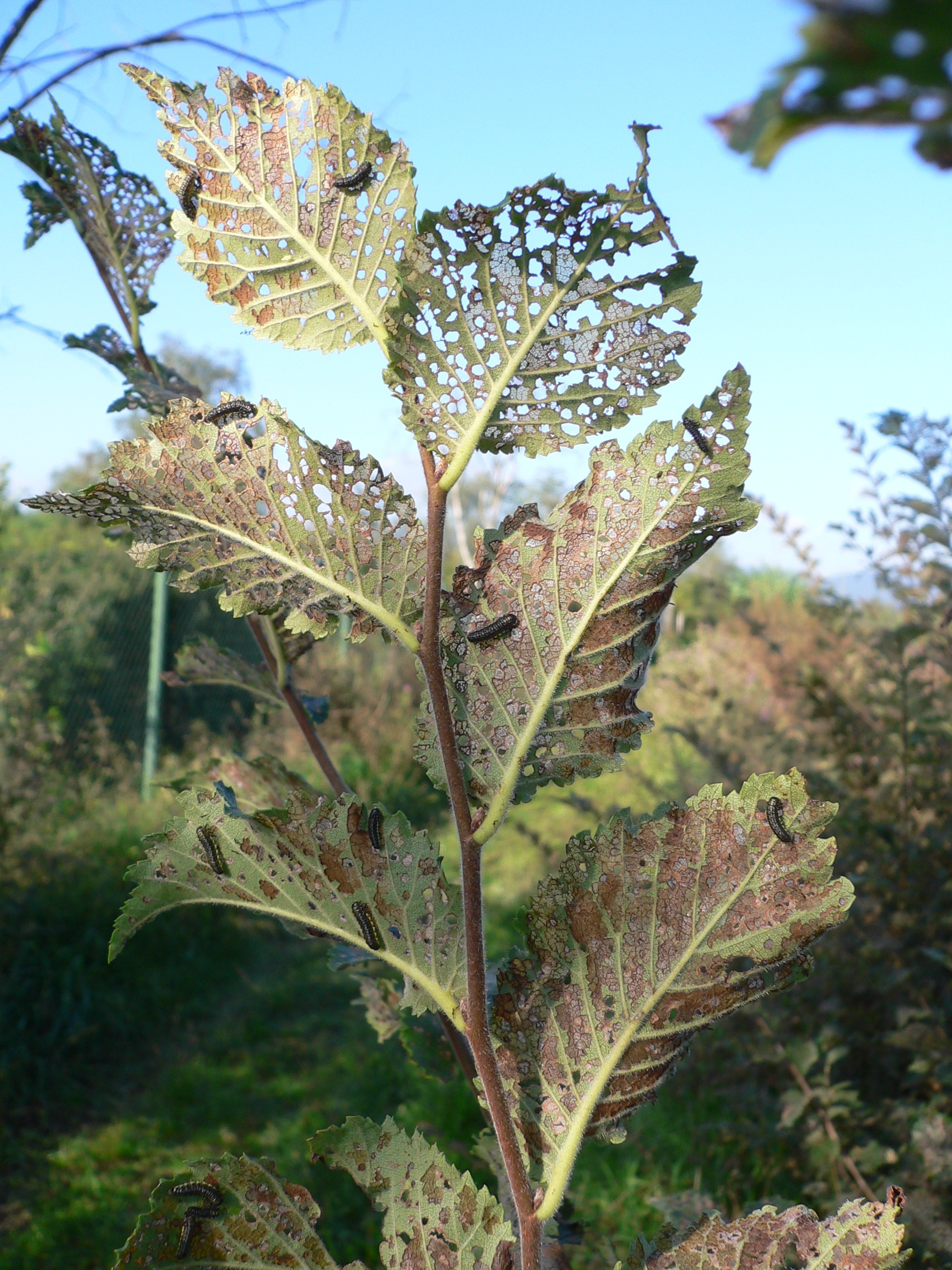
Dégâts sur un rameau d'orme
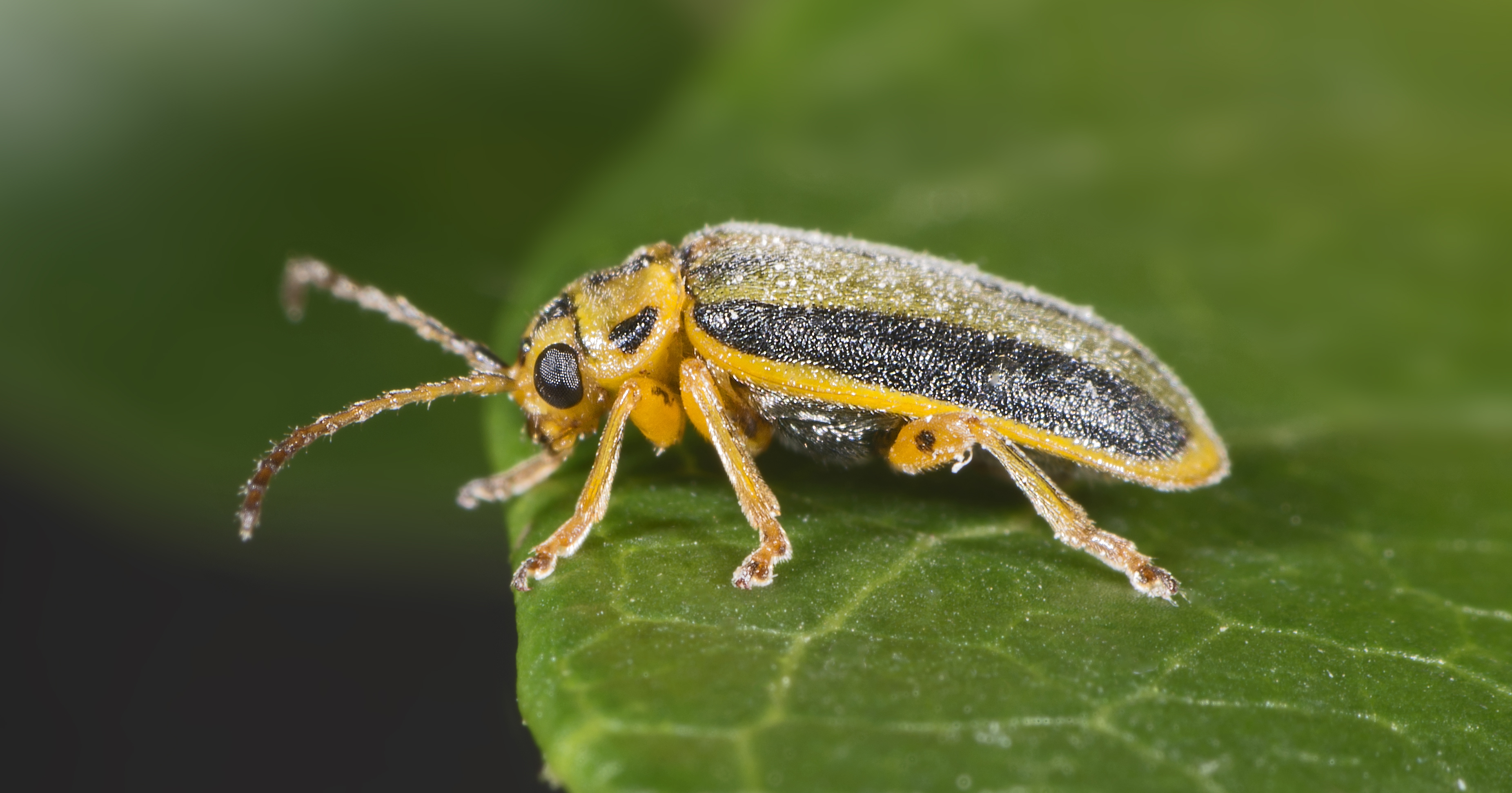
Vue de côté

## Systématique
L'espèce Xanthogaleruca luteola a été décrite par l'entomologiste allemand Otto Friedrich Müller en 1766.

### Synonyme
Synonymes :
- Chrysomela luteola Müller, 1766 Protonyme
- Pyrrhalta luteola (Müller, 1766)
- Chrysomela xanthomelaena Schrank, 1781
- Galeruca xanthomelaena, (Schrank, 1781)
- Galeruca ulmi Fourcroy, 1785
- Galeruca calmariensis  Fabricius [1]

## Répartition et habitat
Cette espèce d'origine européenne a été découverte en Amérique du Nord et aussi en Australie où elle crée beaucoup de dégâts sur les ormes locaux.

## Prédateur
La mouche Erynniopsis antennata est l'un de ses prédateurs naturels.